# Шабуневский, Станислав Данилович
Станислав Данилович Шабуневский (бел. Станіслаў Данілавіч Шабунеўскі; 2 декабря 1868, Скородное, Минская губерния — не позднее 1937, ББК) — белорусский архитектор, автор значительной части застройки Гомеля начала XX века. Почётный гражданин г. Гомеля (2018).

## Биография
Отец — Апполинарий-Данила Иванович Шабуневский, служил почтальоном, позже стал помощником почмейстера уездной почтовой конторы города Бобруйска, куда перевёз свою семью. Мать происходила из обедневших дворян. В Бобруйске С. Шабуневский учился в четырёхклассной прогимназии, потом закончил Слуцкую гимназию и поступил в Петербургский институт гражданских инженеров на курс архитектуры у академика С. Шретера. С 1897 года С. Шабуневский служил в Гомеле на должности городского архитектора.

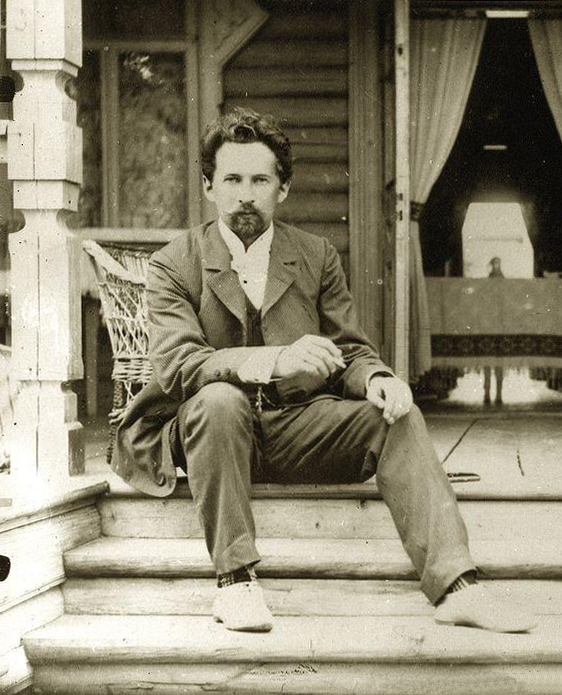
С. Шабуневский на крыльце своего дома по улице Госпитальной.

В Гомеле коллежский асессор С. Д. Шабуневский входил в состав городского управления, выбирался в земство по польской курии. С. Шабуневский был владельцем недвижимости в разных частях Гомеля — ему принадлежал завод пустотелых бетонных камней («Бетонит») по улице Быховской, 3-этажный каменный дом на углу Румянцевской и Александровской улиц (построен архитектором в 1909 году; на 1-м этаже размещались лавки, аптека и парикмахерская, на 2-м — частная мужская гимназия Ратнера, на 3-м — квартиры); деревянный дом в этом же дворе; каменный флигель, который сдавался в наём, и 1-этажный деревянный дом на выходе Госпитальной улицы на Румянцевскую, приобретённый С. Шабуневским в 1911 году, где он проживал с семьёй.
Имел награды: орден Святого Станислава 3-й степени (1911).
В первым браке с Марией Гурьевной (1881 г.р.) он имел сына Льва (1900 г.р.) и дочь Людмилу (1902 г.р.). Во втором браке с Ксенией Александровной Мельниковой (1885—1939) имел дочь Елену (1913—1942, Москва).
В первые годы советской власти С. Д. Шабуневский работал в Гомельском коммунальном отделе на должности инженера. После антисоветского Стрекопытовского восстания в Гомеле в апреле 1919 года привлечён к ответственности за «сношения с мятежниками» и приговорён революционным трибуналом к общественному порицанию и лишению права быть избранным в руководящие советские органы. В сентябре 1919 года Шабуневский мобилизован в Красную армию; служил в военно-полевом строительстве, начальником управления которого стал в 1921 году. После демобилизации работал в Кадиевском рудуправлении, а в сентябре 1922 года уволился и вернулся в Гомель.
С. Д. Шабуневский работал инженером в Гомельской строительной организации «Полесстрой». В январе 1923 года был назначен инспектором по строительству Гомельского губернского Совета народного хозяйства. 1 мая 1924 года назначен губернским, а в 1927 году, после административного преобразования — окружным инженером. С октября 1929 года С. Шабуневский работал начальником Управления строительного контроля, а с 1 января по 21 февраля 1931 года — при Гомельском горсовете.
21 февраля 1931 года С. Д. Шабуневский первый раз арестован, но через некоторое время освобождён. Второй раз арестован в 1937 году. Постановлением внесудебного органа С. Д. Шабуневский осуждён и заключён в исправительно-трудовой лагерь на 10 лет (Медвежья Гора, Беломорканал), откуда не вернулся.
С. Д. Шабуневский реабилитирован 20 октября 1989 года Прокуратурой БССР, согласно Указу Президиума Верховного Совета СССР от 16 января 1989 года «О дополнительных мерах по установлению справедливости в отношениях к жертвам репрессий, имевших место в период 1930-40 и начале 50-х годов».

## Творческое наследие
Творческое наследие С. Д. Шабуневского составляют различные архитектурные проекты, руководство восстановительными работами, инспектирование строительства многих объектов в Гомеле и окружающих населённых пунктах.

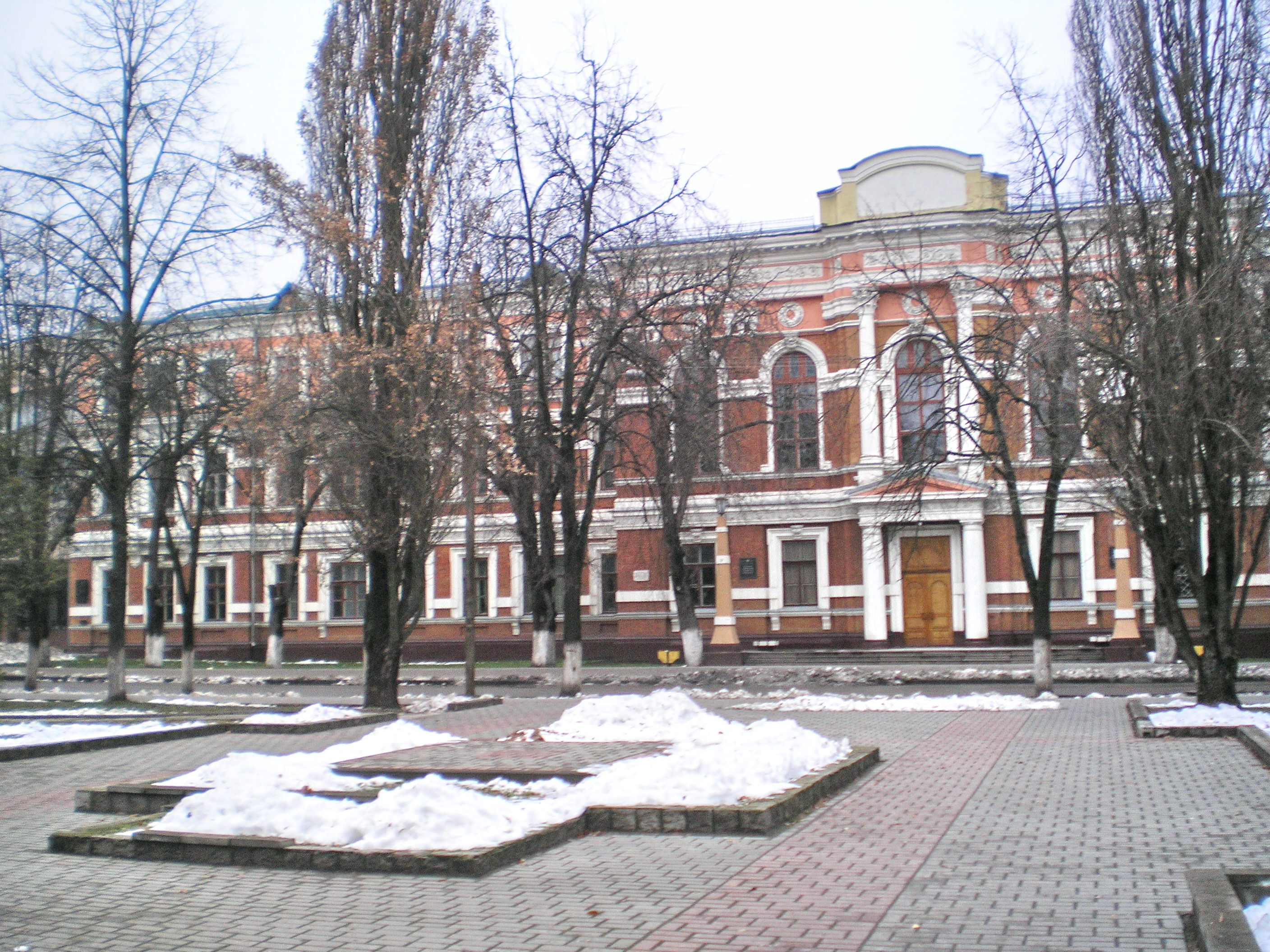
Здание бывшей гомельской Александровской мужской гимназии.

Первое здание, выполненное по его проекту в 1898 году — Гомельская мужская гимназия. Это 2-этажное каменное здание в неоклассическом стиле, занимавшее почти целый квартал на углу Могилёвской (Кирова) и Гимназической (сейчас часть Красноармейской) улиц. Бронзовая закладная доска на начало работ по возведению гимназии сохраняется в Гомельском областном краеведческом музее. Здание одного из старейших учебных заведений города сохранилось до нашего времени в изменённом виде (убран купол над гимназической Александровской церковью, после Великой Отечественной войны надстроен 3-й этаж). Сейчас там размещен один из корпусов Белорусского государственного университета транспорта.

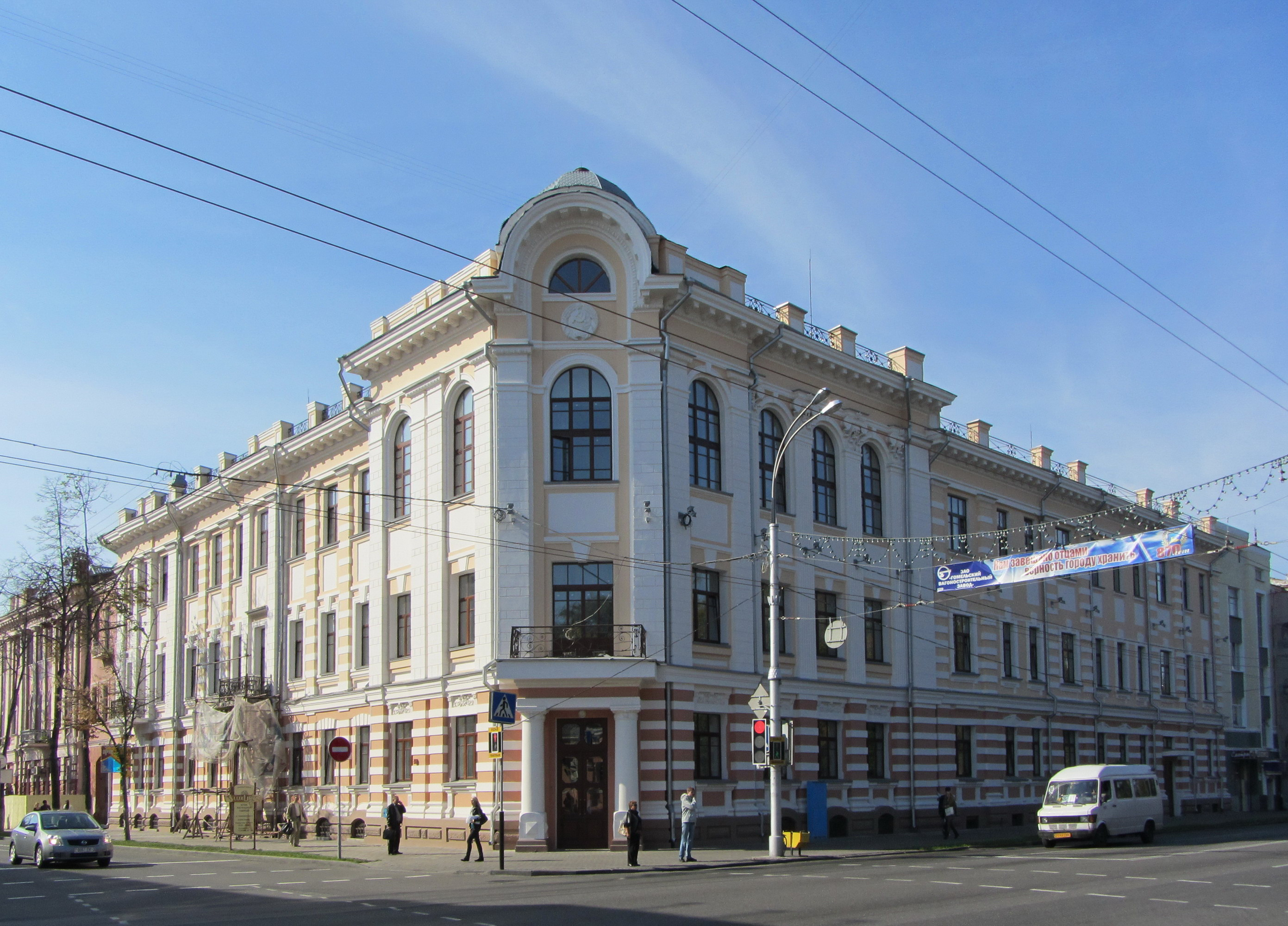
Здание бывшего Орловского коммерческого банка.

Мотивы классицизма использованы С. Д. Шабуневским в строительстве банковских учреждений, выделявшихся своей значимостью и монументальностью. К числу таких можно отнести Орловский коммерческий банк на углу Румянцевской и Ирининской улиц, который был возведён в 1901 году. После Великой Отечественной войны к нему надстроили 3-й этаж и сейчас это административное здание на углу Советской и Ирининской улиц.

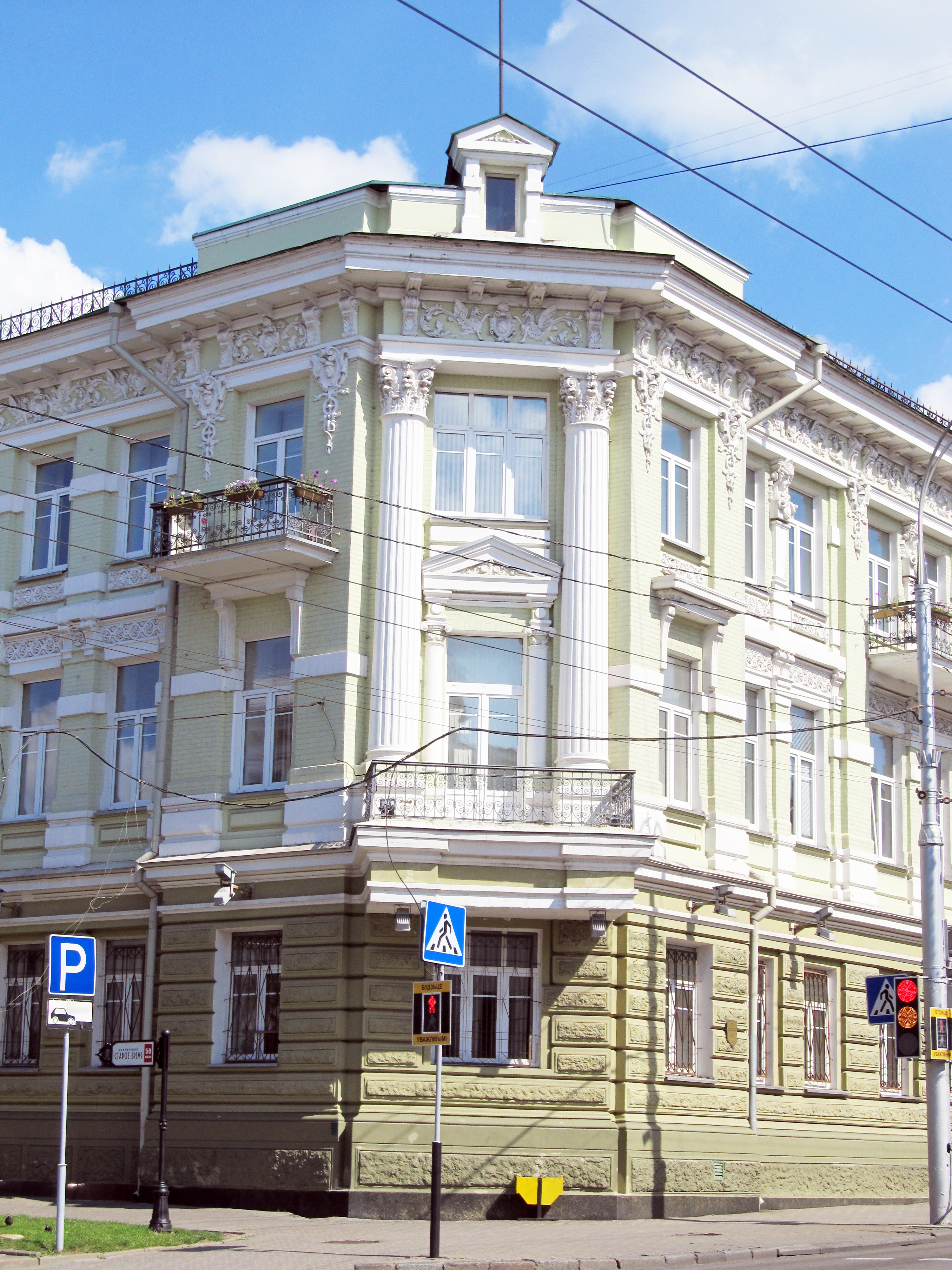
Здание бывшего Виленского коммерческого банка.

Отделение Виленского коммерческого банка разместилось на 2 и 3-м этажах дома, построенного по проекту архитектора в 1910—1912 годах на углу Румянцевской и Троицкой улиц. Он принадлежал гомельскому купцу И. В. Домбровскому, который в своё время выбирался городским головой. На первом этаже дома находились магазины и аптека. В настоящее время в здании на углу Советской и Крестьянской улиц — административные службы Гомеля и Гомельской области. Внешне разные, эти банки имели много общих черт. Срезанные угловые части обоих зданий, выходившие на перекрёсток, фланкировались портиками с колоннами, завершались куполами. Здесь были парадные входы. Разрустованные фасады богато декорировались с использованием элементов классицизма и модерна. Это типичные образцы так называемого «модерн-классицизма».

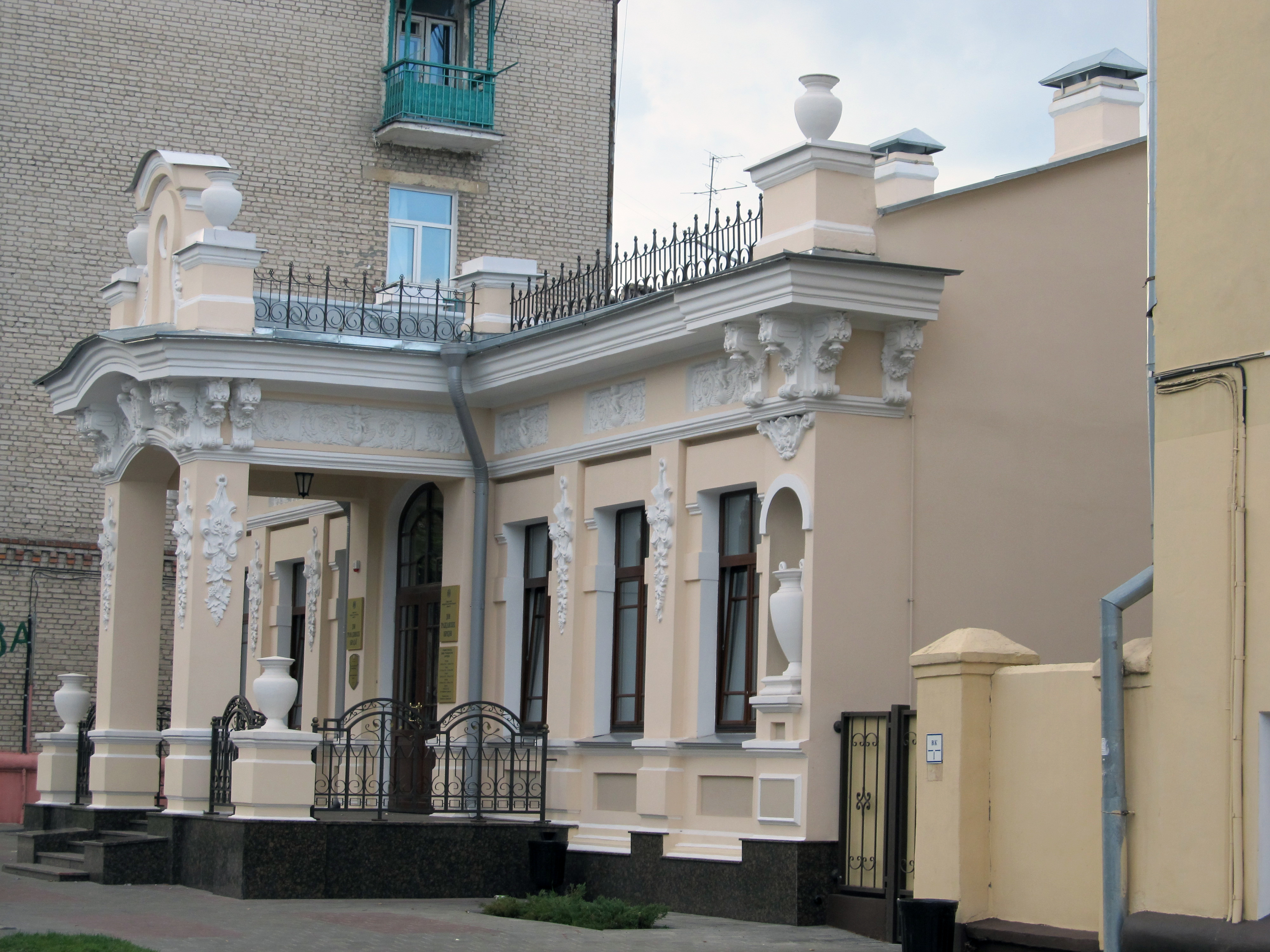
Бывший дом гомельского доктора Н. И. Александрова.

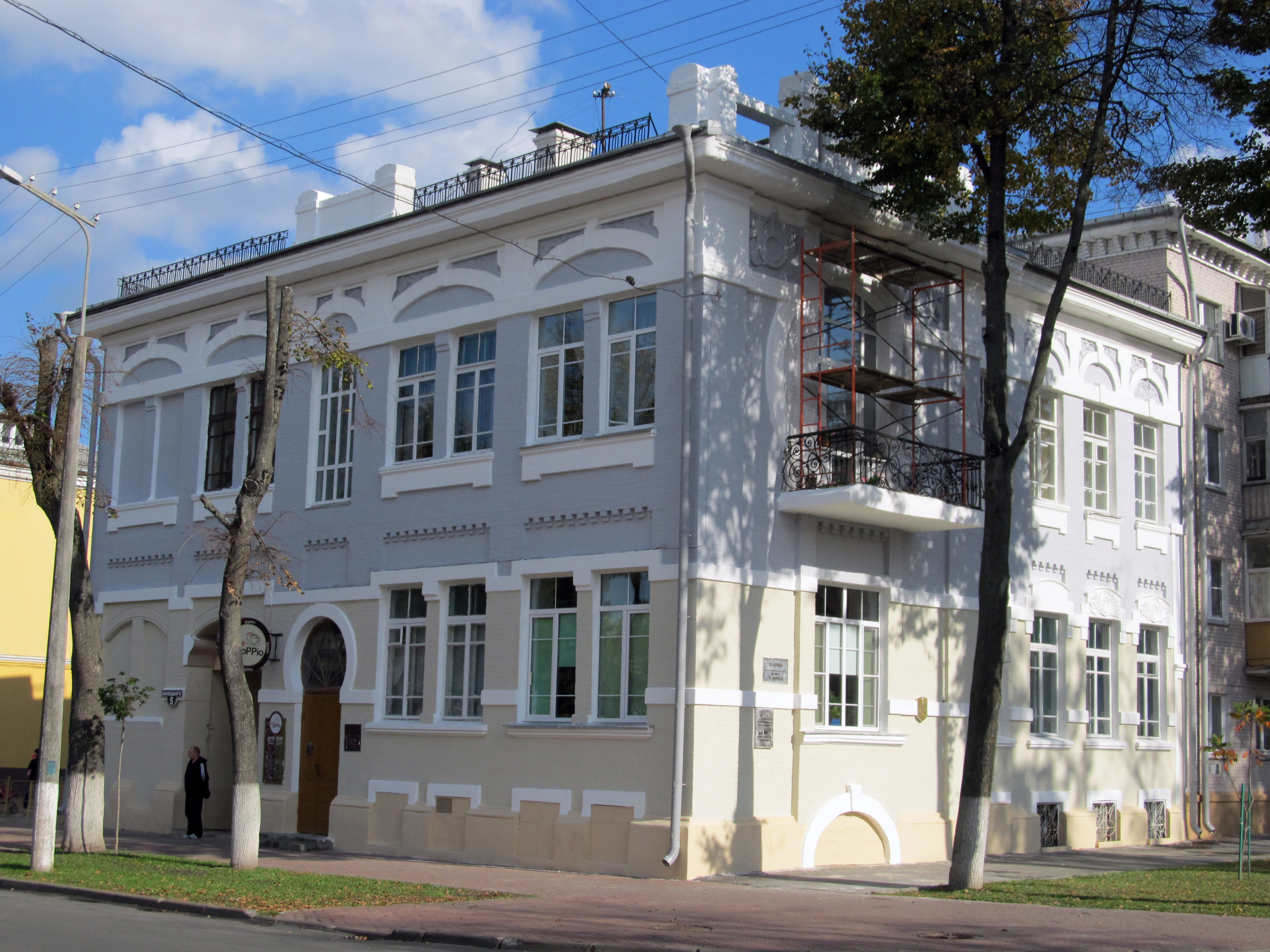
Бывший доходный дом купца К. П. Грошикова.

Мотивы модерна особенно ярко проявились в жилых домах, выполненных по проектам С. Д. Шабуневского в начале XX века. В жанре поместья с декором модерна в 1903 году был построен дом для гомельского доктора Наума Ильича Александрова по улице Ирининской (сейчас Дом гражданских обрядов по улице Ирининской). В этом же стиле выполнен 2-этажный жилой дом на углу улиц Боярской и Миллионной; он строился как доходный дом купца К. П. Грошикова в 1909 году. В настоящее время здесь, на углу улиц Баумана и Билецкого, по-прежнему жилые квартиры. Приблизительно в этот же период на собственным участке (угол Румянцевской и Александровской улиц) С. Шабуневский построил 3-этажный каменный дом (не сохранился) с облегчённым последним этажом и аттиком. Причудливое сочетание простых и округлых линий, арочное оформление дверных и оконных проёмов, рисунок лепных деталей, взятые в ампире декоративные элементы — всё эта позволяет отнести здание к архитектуре модерна.

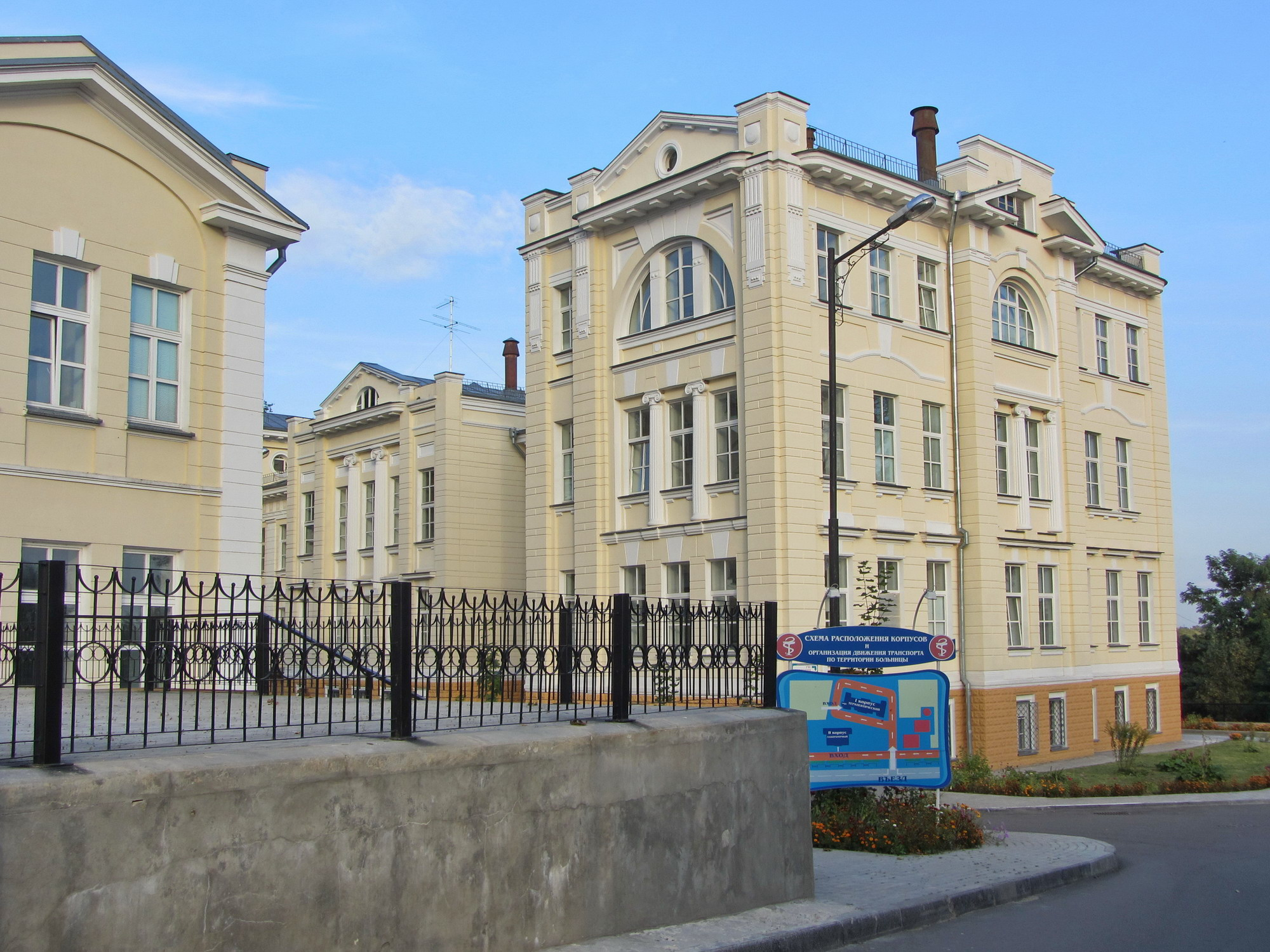
Один из корпусов земской больницы

В период Первой мировой войны С. Шабуневским, при финансовом участии княгини Ирины Ивановны Паскевич, были построены земская больница и гинекологическая больница с родильным домом на улице князя Паскевича. Выполненные в стиле модерн с классическими мотивами, больничные корпуса удачно вписались в прибрежный ландшафт и чудесно гармонируют с панорамой дворцово-паркового ансамбля со стороны реки Сож. Просторные помещения для больных декорированы сдержанно и создают атмосферу уюта. Эти здания и сегодня используются как лечебные учреждения (корпус больницы скорой помощи и военный госпиталь по улице Комиссарова).

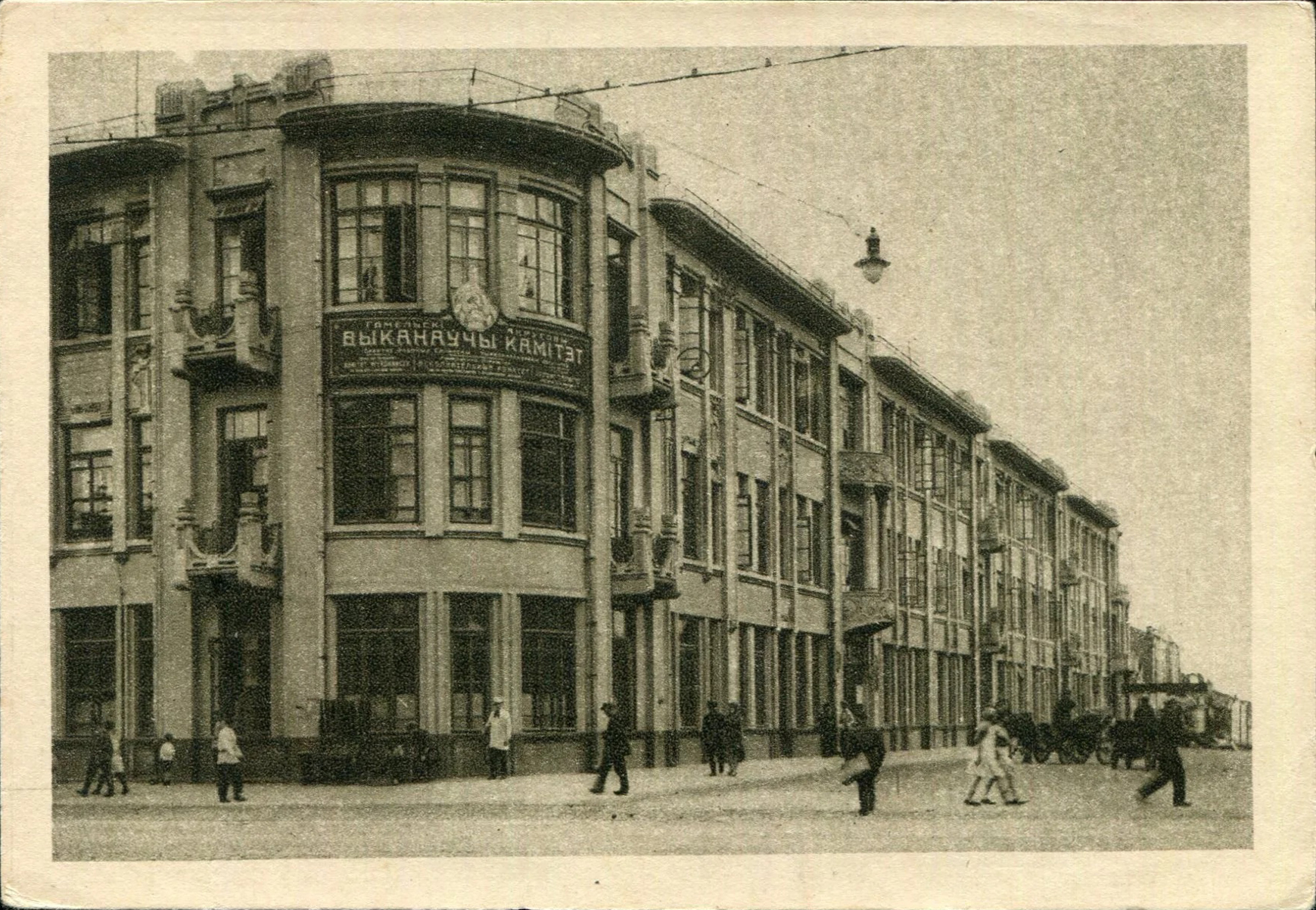
Гостиница «Савой»

По заказу купца Шановича на углу Румянцевской и Мясницкой улиц С. Д. Шабуневский в 1912 году спроектировал комфортабельную гостиницу «Савой». При ней была парикмахерская, синематограф, множество магазинов на 1-м этаже. Сооружение декорировано в стиле модерн, но в симметричной пропорциональности конструкций, геометричности линий очевидно направление от архитектуры модерна к конструктивизму. После революции 1917 года время здесь размещался Исполнительный комитет Гомельского Совета, а в период Стрекопытовского восстания в 1919 году — штаб обороны Гомельского революционного комитета. Здание было разрушено в годы Великой Отечественной войны, на его месте сейчас — «Дом торговли» (угол улиц Советской и Коммунаров).
Конструирование формы здания соответственно его функциональному назначению присуще цеховому корпусу хлебозавода, который сохранился по проспекту Ленина; он был построен С. Д. Шабуневским в 1929 году.

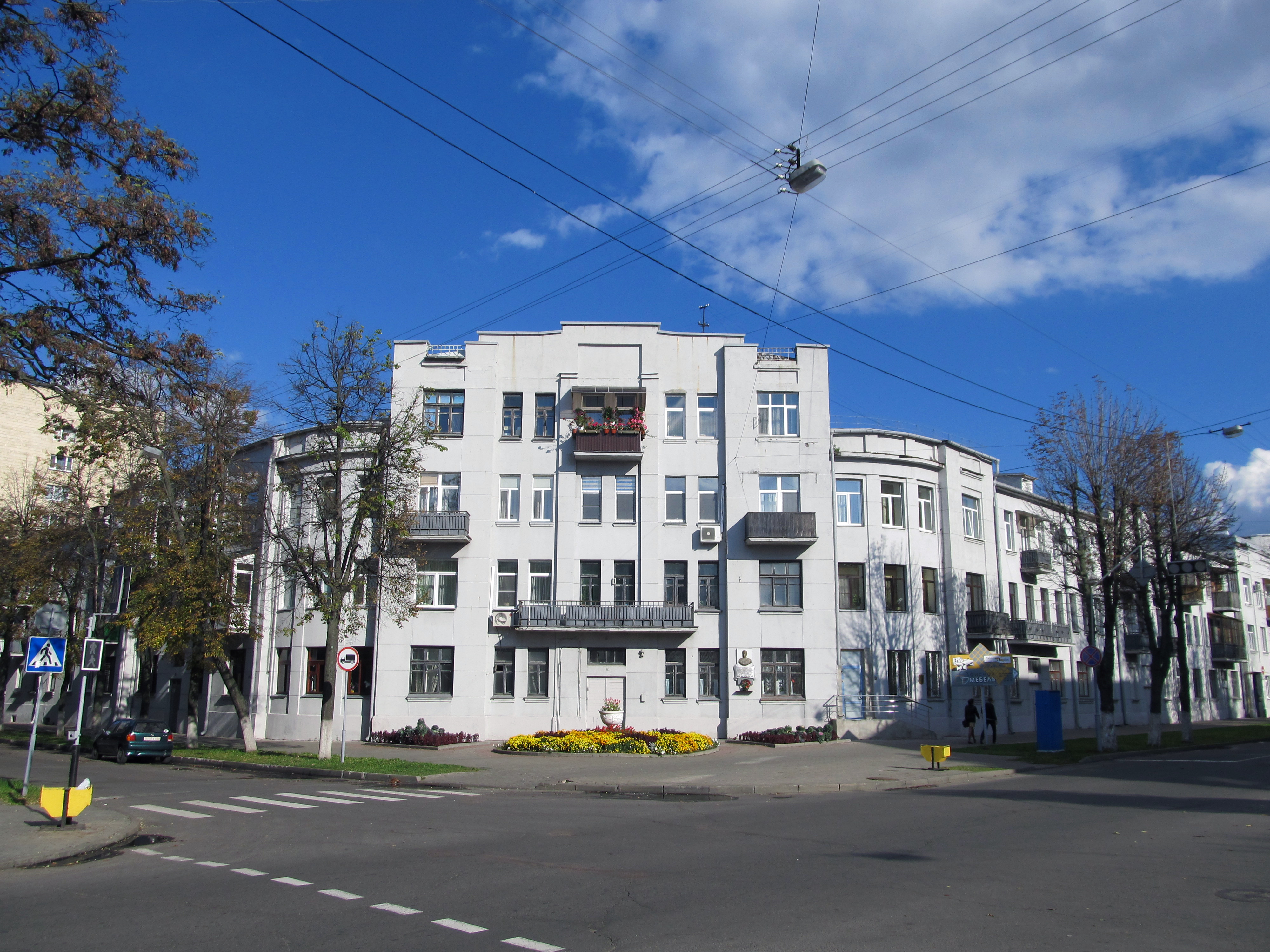
Круглый серый дом

В этот ж период по проектам С. Шабуневского строились и жилые дома в стиле конструктивизма. Одним из первых многоэтажных зданий в Гомеле был дом по улице Пушкина, 26, имевший квартиры секционного типа (1927). Это здание со срезанными углами фасадов получило у гомельчан название «круглый серый дом». В штукатурку его наружных стен было добавлено битое стекло. Искристые оттенки которые оно создаёт, по затее проектировщиков, должны были как-то облегчить вид этого серого монолита.

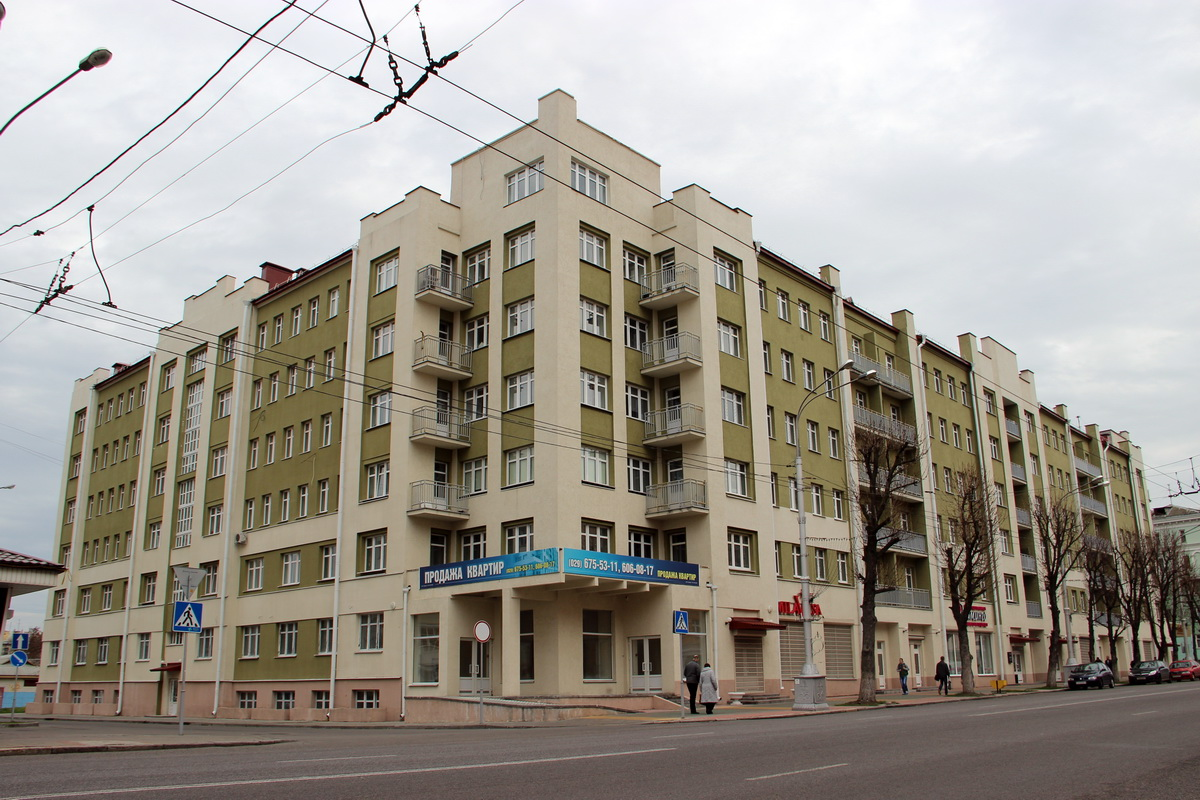
Дом-коммуна по проспекту Ленина

Самой высокой постройкой довоенного города стал шестиэтажный жилой дом для рабочих Паровозо-вагоноремонтного завода с квартирами коммунального типа — Дом-коммуна (1929—1931 годы, проспект Ленина, 51). Длинные коридоры с большим количеством квартир и общими кухнями соответствовали тогдашними представлениям, что в коммунистическим обществе все должны жить вместе, коммуной. Помимо этого, такие дома вмещали значительное количество людей, имевших потребность в жилье.

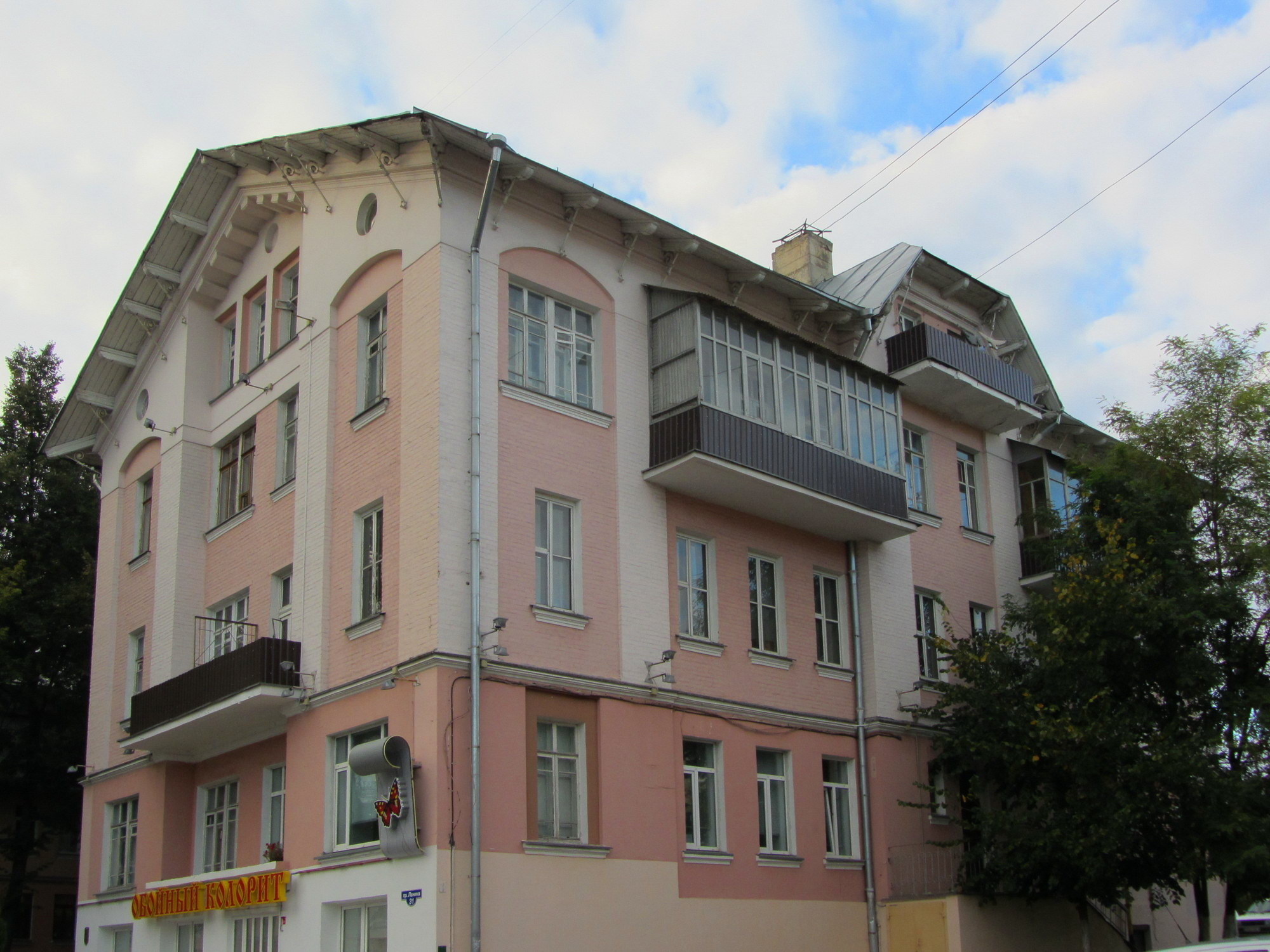
Дом по проспекту Ленина, 31

С чертами конструктивизма, но уже с отдельными квартирами, построил С. Шабуневский в начале 1930-х годов дом по проспекту Ленина, 31, который состоит из центрального объёма и двух боковых крыльев, образующими уютную внутреннюю усадьбу.
В творчестве С. Шабуневского был и опыт строительства в русском стиле. Это пожарное депо по улице Замковой (1913), снесённое при возведении Главпочтамта, и клуб спичечной фабрики «Везувий» (1921—1922), сейчас принадлежащий объединению «Гомельдрев» (улица Севастопольская, 61).
В 1923—1924 годах С. Д. Шабуневский руководил восстановительными работами в гомельским Дворце Румянцевых и Паскевичей, пострадавшего от пожара в 1919 году. В 1925 году архитектор проектировал застройку так называемого «Горелого болота» и под его надзором также создавался городской водопровод.
С. Д. Шабуневский руководил строительством различных объектов не только в Гомеле, но и других городах — Клинцах, Добруше, Злынке.
До настоящего времени не удалось восстановить полный список работ архитектора.

## Память

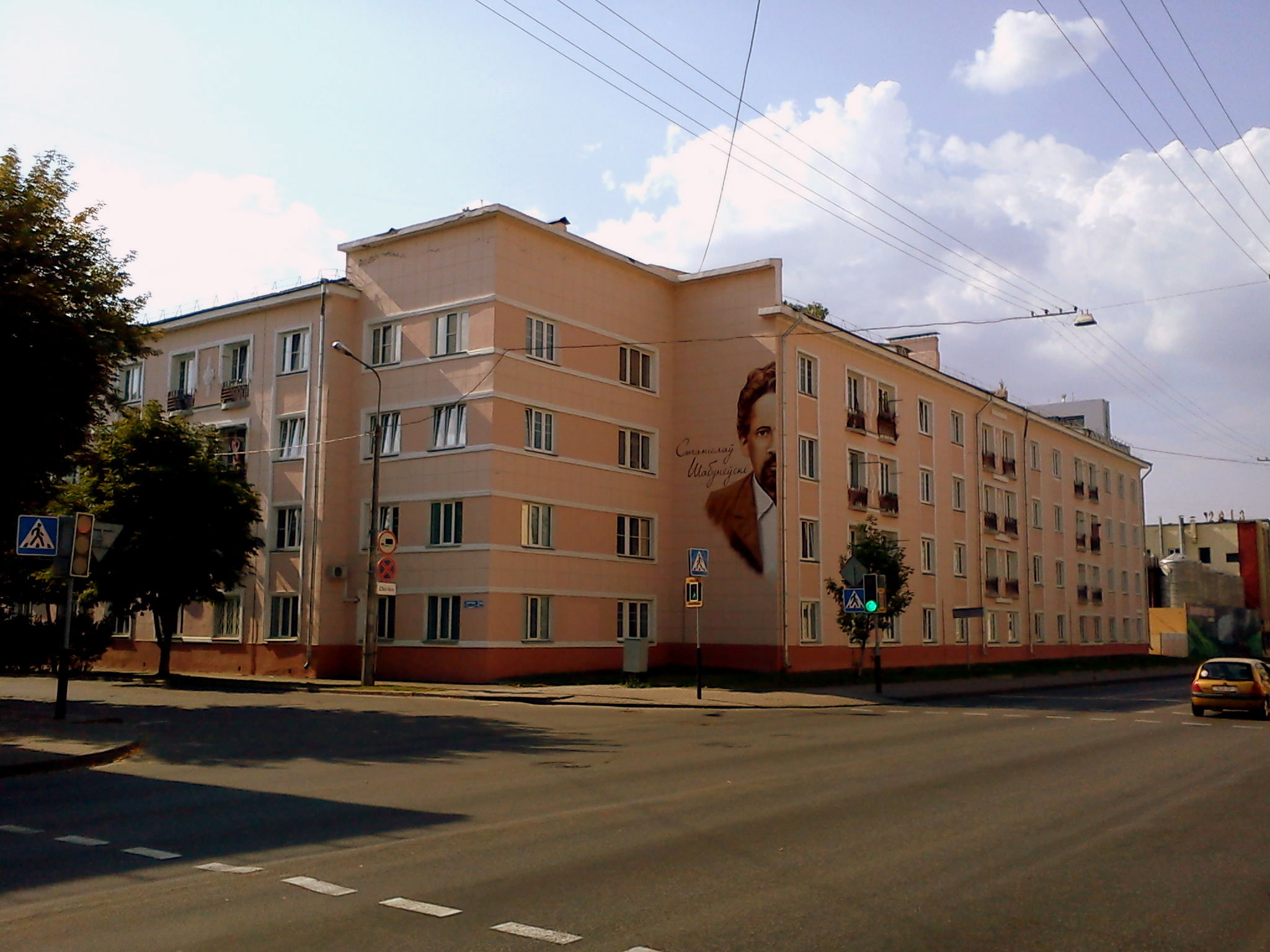
Дом №44 на ул. Кирова в Гомеле, арх. С. Шабуневский (изображённый на стене дома).

- Мурал с изображением Станислава Шабуневского на доме №44 по улице Кирова в Гомеле (2013). Данное здание проектировал С. Шабуневский.
- В 2018 году С. Д. Шабуневскому было посмертно присвоено звание Почётного гражданина Гомеля[1].
- Имя занесено на городскую Доску почёта (Гомель).